# British Rail Class 365
British Rail Class 365 „Networker Express” - typ elektrycznych zespołów trakcyjnych, budowanych w latach 1994-1995 przez zakłady koncernu ABB w Yorku. Łącznie zbudowano 41 składów tego typu. Obecnie wszystkie (z wyjątkiem jednego, który został bardzo poważnie uszkodzony podczas wypadku w 2002) eksploatowane są przez firmę First Capital Connect. Przewoźnik ten używa ich na trasach o zasięgu regionalnym, głównie z Londynu do Peterborough i Cambridge.

## Linki zewnętrzne

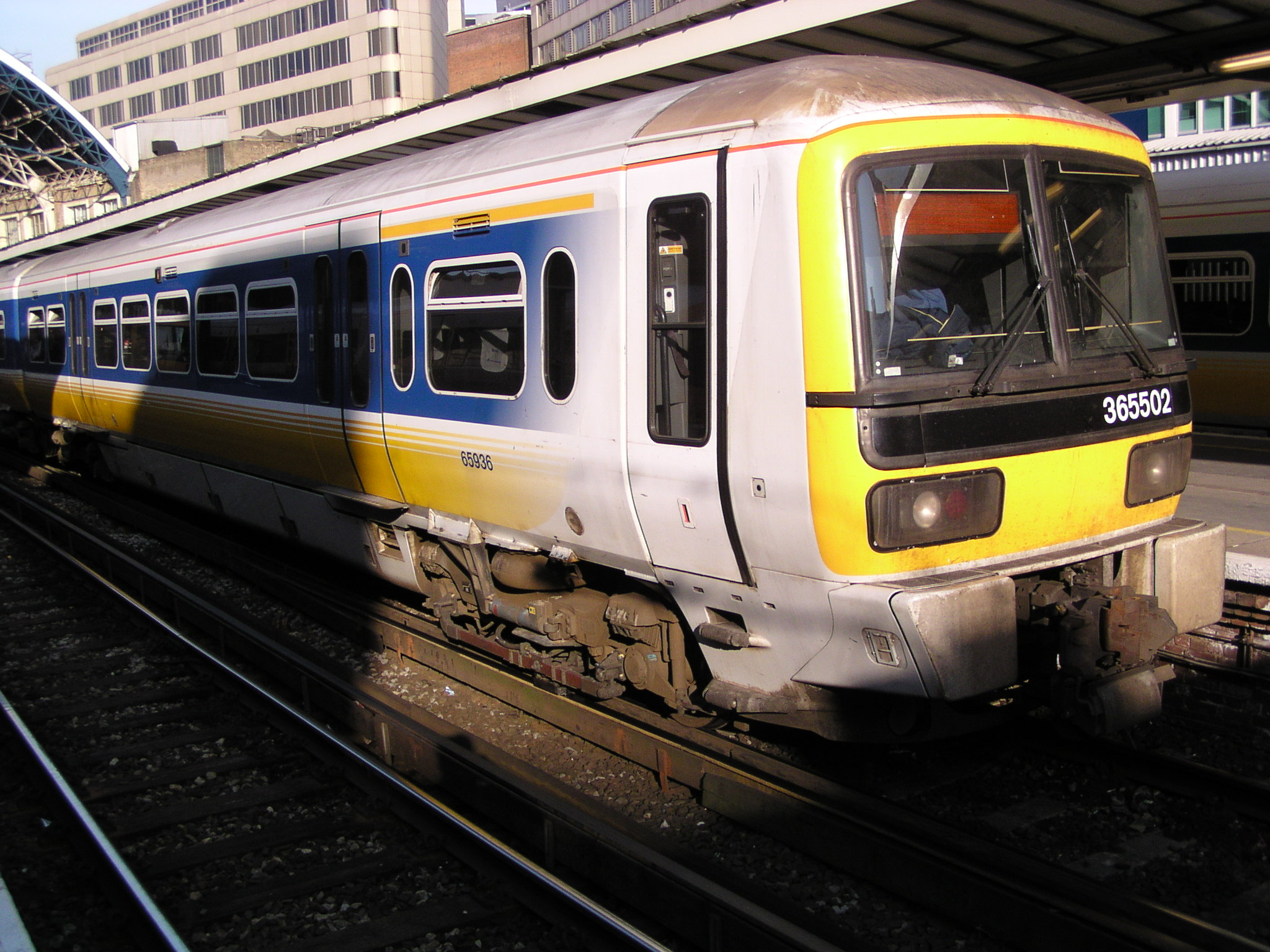
Wygląd pociągu przed modernizacją, której są obecnie poddawane wszystkie składy